# Pantomima Alfreda Jarryho
Das Theaterensemble Pantomima Alfreda Jarryho, auch als PAJ bekannt, das „originellste Pantomime-Ensemble, welches bis dahin die tschechische Szene kannte“, entstand 1966 in Prag und wurde 1972 durch die Zensurbehörden der Tschechoslowakei aufgelöst.

## Geschichte
Das Ensemble wurde 1966 von Boris Hybner und Ctibor Turba gegründet, zunächst unter dem Namen Pantomimická skupina A. Jarryho (A. Jarrys Pantomime-Gruppe). Hybner hatte kaum zwei Jahre zuvor in Divadlo Na zábradlí, wo er damals tätig war, Jan Grossmans Inszenierung des „König Ubu“ von Alfred Jarry gesehen, die ihn stark beeindruckte. Die zweite Person, an der sich beide orientierten, war der französische surrealistische Dramatiker Antonin Artaud (der in Paris das Théâtre Alfred Jarry betrieb). Nach einigen improvisierten Auftritten wurde PAJ Mitte Oktober 1966 zum ersten „Festival der Amateur-Pantomime“ in Litvínov eingeladen. Das Ensemble wurde dort als eine große Überraschung gefeiert und gewann alle Preise. Hybner und Turba lernten hier auch ihren künftigen engen Mitarbeiter Richard Rýda kennen. Aufgrund dieses Erfolgs wurden sie eingeladen, im Rahmen des Programms des Prager avantgardistischen Theaters Laterna magika an der Weltausstellung Expo 67 in Montreal teilzunehmen, wo sie einige Monate verbrachten.
Im Dezember 1968 war in Prag die Premiere des neuen Stückes Harakiri, entstanden unter den Eindrücken der Invasion der Armeen des Warschauer Paktes in die Tschechoslowakei und der neu entstandenen Situation einer stärker werdenden – auch künstlerischen – Unfreiheit, die es reflektierte. 1969 erhielt PAJ die Möglichkeit, fest im Saal des Theaters Reduta aufzutreten. Im September wurde in Prag das erste „Internationale Pantomime-Festival“ veranstaltet, das von Marcel Marceau eröffnet wurde und wo PAJ gefeiert wurde, ähnlich wie auch beim zweiten Jahrgang des Festivals 1971. Diese Erfolge ermöglichten es dem Ensemble, vermehrt im Ausland aufzutreten, beispielsweise in der BRD, Schweden, Italien, Großbritannien, Irland und anderswo.
Im Frühjahr 1972 wurde die Pantomima Alfreda Jarryho durch die staatlichen Kulturbehörden offiziell als Ensemble aufgelöst, ihre Mitglieder traten auf anderen Bühnen oder im Ausland auf.

## Mitarbeiter von PAJ
- Boris Hybner (* 1941)
- Ctibor Turba (* 1944)
- Richard Rýda (* 1940)
- Josef Platz (* 1937)
- Boleslav Polívka (* 1949)
- Jan V. Kratochvíl (* 1940)
- Jiří Sopko (* 1942)
- Jiří Stivín (* 1942)
- Andrej Krob (* 1938)
- Prokop Voskovec jr. (* 1942; † 2011)
- Jiřina Třebická (* 1930; † 2005)
- Libor Fára (* 1925; † 1988)
- Pavel Vaněk (?)
- Rudolf Papežík (* 1944)

## Inszenierungen
- Nezabiješ úplně bližního svého aneb Traumata francouzského koloniálního důstojníka, 1966
- Harakiri, 1968
- Idioti, 1970
- Udělej mu to zprava aneb Turba tacet 1970
- P.A.R. 3441, 1971 (in Reduta, Prag; 1977 französische Version in Paris, in einer anderen Besetzung)

## Filmproduktionen
- Záznam o posledních chvílích komické dvojice Clow & Hamm pořízený v roce čtyřicátého výročí prvního zvukového filmu, Kurzfilm, 1969
- Jak čistit lokomotivu, 1971
- Hospoda u tří havranů (The Three Crows Pub), 1972 in Dublin